# Мадениет (Сандыктауский район)
Мадениет (каз. Мәдениет) — аул в Сандыктауском районе Акмолинской области Казахстана, образует административно-территориальную единицу «Аул Мадениет» со статусом сельского округа. 
- Код КАТО — 116450100[2].
- Код КАТО административной единицы — 116450000[3].

## География
Аул расположен в юго-востоке района вдоль реки Ащилы, в 48 км на юг от центра района села Балкашино.
Административно аул граничит:
- на востоке с Васильевским сельским округом,
- на юге и западе с Атбасарским районом,
- на севере с Берликским и Широковскими сельским округами.

### Улицы[4][5]
- ул. Амангельды Иманова,
- ул. Малай,
- ул. Набережная,
- ул. Тауелсиздиктин 25 жылдыгы,
- ул. Тын,
- ул. Ыбырай Алтынсарина.

### Ближайшие населённые пункты
- село Дорогинка в 16 км на севере,
- село Красная Поляна в 19 км на северо-западе,
- село Богородка в 20 км на северо-западе.
- село Улан в 22 км на востоке,

## История
Аул был образован в 1929 году.
В советское время являлся административным центром и единственным населённым пунктом Бирликского сельсовета. 
В 1995 - 1997 годы одноимённой сельской администрации, с 1998 года образует административно-территориальное образование «Аул Мадениет» со статусом сельского округа.

## Население
В 1989 году население аула составляло 1097 человек (из них казахов 57%, русских 23%).
В 1999 году население аула составляло 877 человек (426 мужчин и 451 женщина). По данным переписи 2009 года, в ауле проживало 550 человек (273 мужчины и 277 женщин).
| Численность населения | Численность населения | Численность населения |
| 1989                  | 1999                  | 2009                  |
| --------------------- | --------------------- | --------------------- |
| 1097                  | ↘877                  | ↘550                  |